# Királydaróc
Királydaróc (románul Craidorolț) falu és községközpont Romániában, Szatmár megyében.

## Fekvése
Szatmár megyében, Nagymajténytól keletre, a Kraszna partján fekvő település.

## Nevének eredete
A Drauc (sólyom) szó változott át az idők során magyarosan Darócz alakra.

## Története
Az Árpád-kori település neve már 1217-ben van említve Solymos' néven, mint a királyi sólymárok birtoka és faluja.
Solymos a tatárjáráskor elpusztult, és területét 1262-ben V. István király Aladár ispánnak (comes) adta. Ekkor "terra Draucariorum Regiorum alakban van jegyezve az oklevelekben.
A 14. században a település birtokosai a Várday és a Daróczy családok.
1385-ben Daróczy Tibold és Kis Várday Domokos Csáky Istvánnak örökáron eladták, aki 1396-ban kap rá királyi adományt.
1489-ben Csáky Benedektől Darócz negyedrészét, s a malmot Drágfi Bertalan kapta meg.
A Drágfiak a bélteki uradalomhoz csatolták a maguk részét, és újabb birtokokat is szereztek benne.
A Drágfy család azonban 1555-ben kihalt, és birtokai a királyi kamarára szálltak vissza.
A 16. század végétől a 17. század végéig a Daróczi uradalmat, melyhez 1634-ben többek között Darócz és rajta kívül még kilenc település is tartozott, a Szatmári vár birtokaihoz csatolták.
1580-ban Szentmártonyi Farkas Pál kapott benne két nemestelket. A települést ekkor Nagydarócznak is írták.
1585-ben Vörös János és Lukács kap új királyi adományt régi birtokaira.
1638-ban birtokosa volt Debreczenyi Tamás is.
Daróczot a szatmári béke után Károlyi Sándor kapta meg, s birtokában is maradt a 18. század végéig.
A gróf Károlyi család mellett volt még itt birtoka Szilágyi, Veres, Fekete, Kiss, Kengyel családoknak is.
Az 1900-as évek elején a gróf Károlyi család, gróf Dégenfeld Sándor és Gerzon Kázmér volt a nagyobb birtokosa.

## Szaklyán
Szaklyán elpusztult település is Darócz határában feküdt egykor.
1469-ben mikor a település ura a Csáky család volt, Zsáklyán alakban említették az oklevelek, azonban később nyoma veszett, valószínűleg a török időkben pusztult el.

## Nevezetességek
- Református templom – A 16. században épült.
- Római katolikus templom – 1828-ban épült.
- Görögkatolikus templom a 18. században épült.